# MP28
El subfusell MP 28/II era la variant directa del MP-18, fabricat per la firma CG Haenel, a partir d'un disseny d'Hugo Schmeisser. Una versió del MP 28/II va ser usada per la policia alemanya i les unitats del Waffen-SS. Es va desenvolupar principalment durant la dècada de 1920.

## Història
El MP 28/II va ser fabricat en quantitats limitades entre 1935 i 1938 a la fàbrica CGHaenel de Suhl, sent un disseny del destacat dissenyador alemany d'armes d'infanteria Heinrich Vollmer, calibrat per a la munició 9 x 19 Parabellum (9 mm Luger). També ho va produir a Bèlgica la firma Anciens Etablissements Pieper i va ser venut en certa quantitat a Sud-àfrica, països sud-americans, Japó, Xina i Espanya.
Va ser produït calibrat per a una gran varietat de municions: 7,63 x 25 Mauser, 7,65 x 22 Parabellum / Luger, 9 x 19 Parabellum, 9 mm Bergmann-Bayard, 9 x 25 Mauser i també en .45 ACP (11, 43 x 23). L'exèrcit belga va adoptar el MP28. II en 1934 com Mitrailette Modele 1934, en 9 x 19 Parabellum.
Popularment produït a Espanya com la variant MP 28 II o Naranjero, al servei del bàndol republicà durant la Guerra Civil. En principi sense llicència, encara que amb la mateixa efectivitat que l'original. La seva manipulació pel mateix usuari era perillosa pels possibles accidents provocats per la manca d'assegurança, absent en les dues variants.
El bàndol republicà no va disposar d'excessius MP 28 II al principi, per la qual cosa va iniciar programes de fabricació, sobretot a la zona de Llevant, que van determinar el naixement dels famosos "Naranjeros" valencians i en menor mesura els Labora Fontbernat M-1938 catalans. Es van convertir en els subfusells més coneguts dels milicians del Front Popular o de l'Exèrcit Popular Republicà.

## Usuaris
- República de Weimar
- Alemanya
- Argentina
- Bèlgica:MI-34 (Mitraillette Modèle 1934)[1]
- Brasil[2][3]
- Bolívia:Guerra del Chaco[4]
- España
- Finlàndia[5]
- Marroc
- Països Baixos :Emprat por Real Exèrcit de les Indies Neerlandeses[6]
- Paraguai[7][4]
- Portugal[8]
- Romania.[9] La Sicherheitsdienst lliurà subfusells MP 28/II a la Guàrdia de Ferro.[10]
- Xina:fabricació local[11]
- Segona República Espanyola: El Naranjero emprava cartutxos 9 mm Largo.[12]

## Curiositats
- La versió de la II República Espanyola del MP28 apareix al mod 1936, Espanya en flames del joc vídeo Medal of Honor .